# 愛なんていらない
『愛なんていらない』（あいなんていらない、原題：사랑따윈 필요없어）は、2006年の韓国映画。
2002年に放送された日本のTBSテレビドラマ『愛なんていらねえよ、夏』のリメイク。
日本では2007年に韓流シネマ・フェスティバル2007で公開された
。

## スタッフ
- プロデューサー：チャ・スンジェ
- 脚本：イ・チョルハ
- オリジナル脚本：龍居由佳里
- 監督：イ・チョルハ
- 撮影：カン・チャンベ
- 音楽：キム・テグン
- 制作：サイダス
- 配給：SHOWBOX
- 日本での配給：エスピーオー

## キャスト
- ムン・グニョン
- キム・ジュヒョク
- チン・グ
- イ・ギヨン
- ト・ジウォン
- ソ・ヒョンジン

## 音楽
- 『愛なんていらない オリジナル・サウンドトラック』2006年11月13日、韓国での発売[3]。
- BoA, 主題歌「サンシャイン(Sunshine)」を歌う[4]。- OST 1, 4, 18, 21番トラック。